# Acea
Acea S.p.A., acronimo di Azienda Comunale Energia e Ambiente, è un'azienda pubblica italiana holding di un gruppo attivo nei settori idrico, ambientale (gestione dei rifiuti) ed energetico (produzione e distribuzione di energia elettrica, stazioni di ricarica elettriche). Il capitale dell'azienda è ripartito in un misto pubblico-privato tra Roma Capitale, socio di maggioranza, l'azienda francese SUEZ e l'imprenditore Francesco Gaetano Caltagirone mentre parte delle quote è assegnata al mercato attraverso la quotazione alla Borsa Italiana nell'indice FTSE Italia Mid Cap.
Nel settore idrico l'azienda, anche tramite le proprie controllate, è il principale operatore italiano con un bacino di utenza di circa 10 milioni di abitanti, grazie principalmente alla gestione del servizio idrico integrato negli ambiti territoriali ottimali (ATO) di Roma e Frosinone e nelle rispettive area metropolitana e provincia. Le sue attività si concentrano principalmente nel Lazio, in Toscana, in Umbria, in Campania e in Molise, oltre che in alcuni paesi dell'America Latina tra cui Honduras, Perù e Repubblica Dominicana.

## Storia

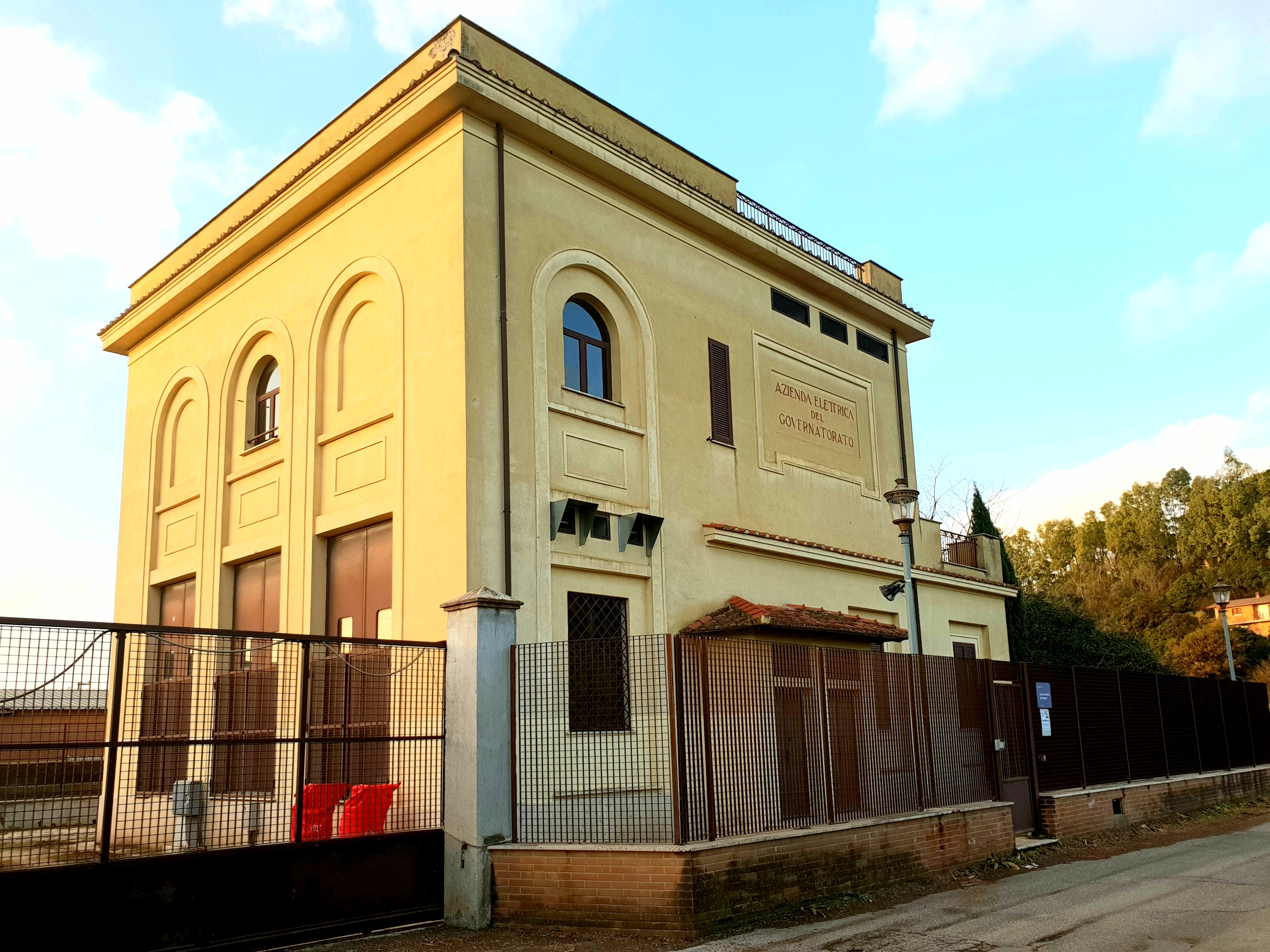
Impianto Acea Roma nord, con iscrizione “Azienda elettrica del governatorato”

L'azienda nacque nell'ambito delle municipalizzazioni dei servizi pubblici portate avanti su iniziativa del sindaco di Roma Ernesto Nathan nei primi anni del '900, in seguito al risultato positivo del referendum comunale sul tema del 1909; proprio in quell'anno fu costituita l'Azienda Elettrica Municipale (AEM), insieme all'Azienda Autonoma Tranviaria Municipale (AATM), per la gestione della fornitura di energia elettrica. Appena tre anni dopo, nel 1912, l'azienda inaugurò il suo primo impianto di produzione elettrica, ossia la Centrale termoelettrica Giovanni Montemartini nel quartiere Ostiense.
Con l'istituzione del governatorato di Roma nel 1925 l'AEM cambiò nome in Azienda Elettrica del Governatorato (AEG) e poi nel 1937 in Azienda Governatoriale Elettricità ed Acque (AGEA) poiché l'ente governatoriale le affidò anche la costruzione e l'esercizio degli acquedotti e delle reti idriche di distribuzione per la città. Con la re-istituzione dell'ente comunale la denominazione fu modificata in Azienda Comunale Elettricità ed Acque (ACEA).
Nel 1953 venne approvato il piano Acea per l'autosufficienza elettrica da parte del Consiglio capitolino, allo scopo di migliorare il sistema idrico della città. Per le Olimpiadi di Roma del 1960, Acea si occupò, inoltre, degli impianti di illuminazione pubblica della città. Nel 1964 l'Acea ottenne il controllo di tutta la rete idrica romana, essendo scaduta la concessione all'Acqua Pia Antica Marcia per la gestione dell'Acqua Marcia.
Nel 1976 venne approvato il piano Acea di risanamento idro-sanitario e di illuminazione stradale, nel quadro della politica di riqualificazione delle borgate romane avviata dal comune di Roma. Nel 1979 venne inoltre ultimato il sistema acquedottistico Peschiera-Capore. Fu poi nel 1985 che l'azienda completò la gestione del ciclo idrico con l'assunzione del servizio di depurazione.
Nel 1989 Acea cambiò il proprio nome in Azienda Comunale Energia ed Ambiente. Tra gli anni Ottanta e gli anni Novanta entrò in funzione la centrale di cogenerazione di Tor di Valle (nel 1984, resa poi a ciclo combinato dal 1996) e fu inaugurato il centro idrico Eur (1993).
Nel 1992 l'Acea si trasformò in azienda speciale e, dal 1º gennaio 1998, in società per azioni che, sotto la guida dell'Amministratore Delegato Paolo Cuccia, fece il suo ingresso alla Borsa di Milano il 16 luglio dell'anno successivo. Nel 2000 Acea è entrata nel mercato estero attraverso la realizzazione e concessione di un impianto idrico a Lima (Perù).
Nel 2001 Acea ha acquistato da Enel il ramo di distribuzione di energia elettrica nell'area metropolitana di Roma.
Sempre nei primi anni 2000 Acea, attraverso un raggruppamento di aziende controllate, ha assunto la gestione del servizio idrico integrato dell'Ato 3 Sarnese-Vesuviano in Campania, dell'Ato 5 Lazio Meridionale-Frosinone e per la regione Toscana dell'Ato 2 (Pisa), dell'Ato 3 (Firenze) e dell'Ato 6 Grosseto-Siena.
Il 12 gennaio 2018, Acea e Open Fiber stipulano un accordo per lo sviluppo a Roma di una rete di comunicazione a banda ultra larga. Nello stesso anno Acea entra nel settore di distribuzione del gas.
Il 10 luglio 2019 Acea, Comune di Roma e Regione Lazio firmano il rinnovo fino al 2031 della concessione per la gestione dell’acquedotto del Peschiera, accordo in vista del progetto di raddoppio dello stesso.

### Loghi

Logo dal 1992 al 1999
Logo dal 1999 al 2010
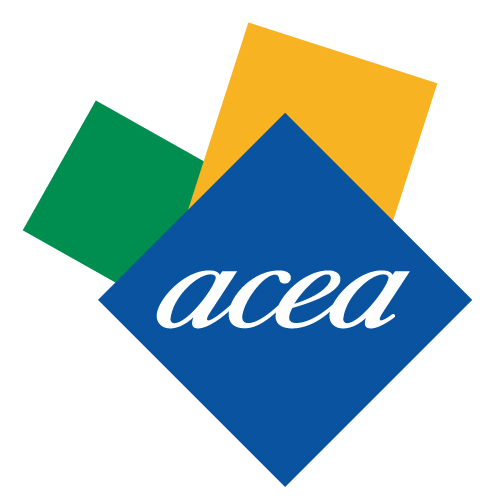
Logo dal 2010 al 2017
Logo dal 2017 al 2023
Logo dal 2023
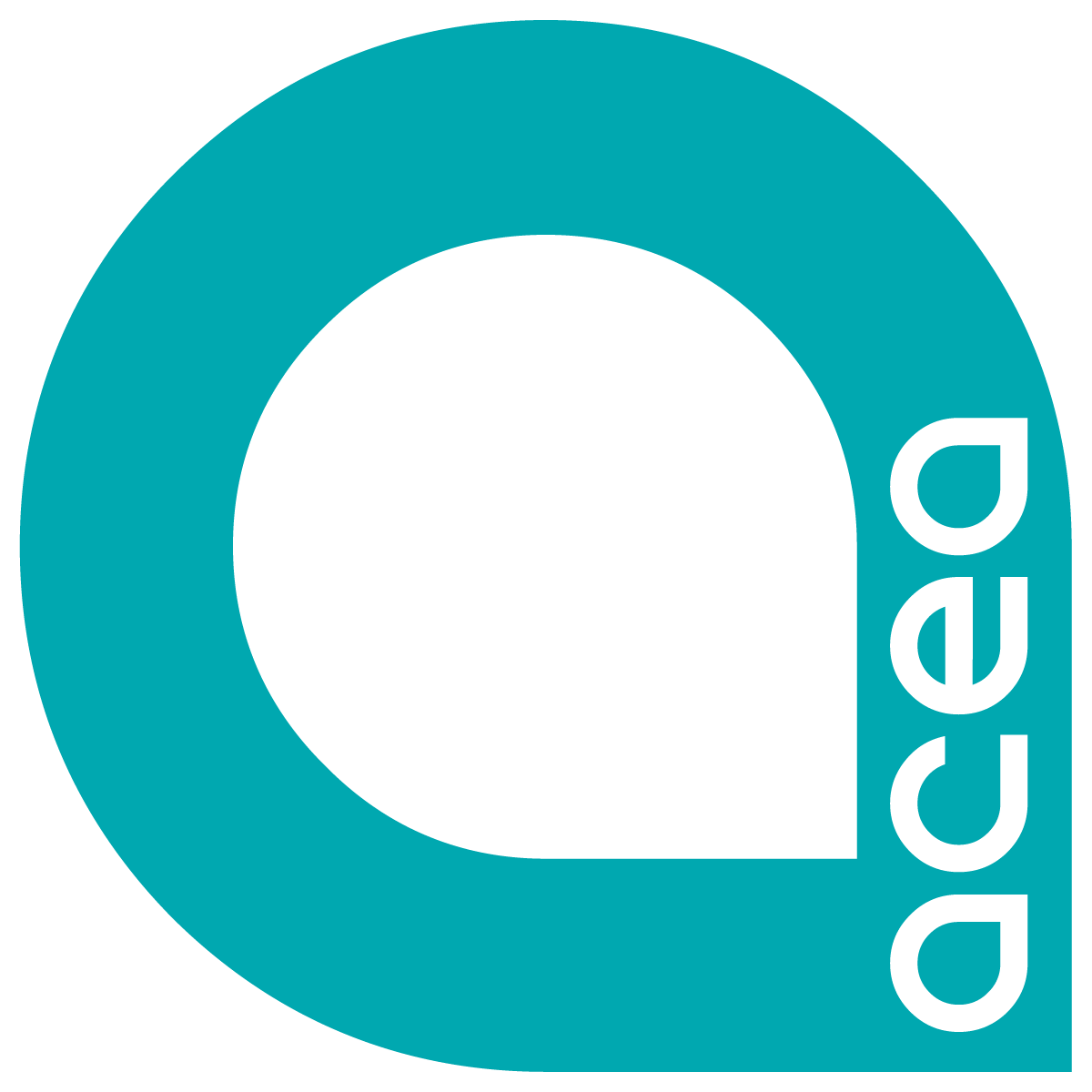
Logo dal 2024

## Attività
Attraverso le società del Gruppo, si occupa di: servizio idrico integrato, produzione e distribuzione di energia elettrica (inclusa l'illuminazione pubblica e artistica), vendita di energia e gas, trattamento dei rifiuti.
Le attività si suddividono in 7 aree:

### Acqua Italia
Acea è il primo operatore nel settore idrico in Italia con circa 10 milioni di abitanti serviti. Oltre a gestire il servizio idrico integrato di Roma e Frosinone, opera in altre aree del Lazio, in Toscana, Umbria, Campania e Molise.

### Ambiente
Il Gruppo Acea si occupa di waste management con circa 1,8 milioni di tonnellate di rifiuti gestiti ogni anno.
In ottica di economia circolare, gestisce impianti di compostaggio come quello di Aprilia, il più grande del Lazio, e quello a digestione anaerobica di Monterotondo Marittimo, in Toscana. Nel 2019 Acea è entrata nel comparto di trattamento plastiche.
Gestisce inoltre termovalorizzatori a San Vittore e a Terni.

### Produzione
Acea è tra i principali operatori nazionali nell’ambito della generazione da fonti rinnovabili, con circa 750 GWh di energia prodotta.
In particolare, è presente nel fotovoltaico con una potenza di 101 MW, nel termoelettrico con 110,7 MW e nell’idroelettrico con 119,3 MW.

### Commerciale
Acea vende elettricità e gas naturale a medie imprese e famiglie, con 6,8 TWh di elettricità venduta.
Offre inoltre servizi nell’ambito della mobilità elettrica e del compostaggio diffuso.

### Reti e Smart Cities
Fornisce elettricità a Roma e ai comuni limitrofi per circa 9 TWh e ne gestisce l'illuminazione pubblica e artistica.
Acea lavora, inoltre, a progetti che riguardano efficienza energetica e smart grid.

### Ingegneria e Progetti infrastrutturali
Acea progetta, costruisce e gestisce infrastrutture energetiche e idriche. Inoltre si occupa di servizi di laboratorio e consulenze ingegneristiche.

### Acqua Estero
Il Gruppo opera anche in America Latina, gestendo attività idriche in Honduras, Repubblica Dominicana e Perù, con 10 milioni di abitanti.

## Consiglio di amministrazione
Componenti del consiglio di amministrazione in carica fino all'approvazione del bilancio 2025:
- Barbara Marinali - Presidente
- Fabrizio Palermo - Amministratore Delegato e Direttore Generale[46]
- Antonella Rosa Bianchessi, Alessandro Caltagirone, Massimiliano Capece Minutolo Del Sasso, Antonino Cusimano, Elisabetta Maggini, Luisa Melara, Alessandro Picardi, Angelo Piazza, Yves Rannou, Patrizia Rutigliano, Nathalie Tocci - Amministratori non esecutivi[47][48]

## Dati economici e finanziari
|                                      | 2023  | 2022  | 2021  | 2020  | 2019  | 2018  | 2017  | 2016  |
| ------------------------------------ | ----- | ----- | ----- | ----- | ----- | ----- | ----- | ----- |
| Ricavi consolidati (in milioni di €) | 4 649 | 5 138 | 3 972 | 3 379 | 3 186 | 3 028 | 2 797 | 2 832 |
| EBITDA (in milioni di €)             | 1 391 | 1 305 | 1 256 | 1 155 | 1 042 | 933   | 840   | 896   |
| Utile netto (in milioni di €)        | 294   | 280   | 313   | 285   | 284   | 271   | 181   | 262   |
| Investimenti (in milioni di €)       | 993   | 1 001 | 931   | 907   | 793   | 631   | 532   | 531   |

## Infrastrutture
- 59000 km di rete idrico potabile gestiti[1]
- 7 centrali idroelettriche[34]
- 2 centrali termoelettriche[34][61]
- 2 termovalorizzatori[34][31]
- 1 impianto di trattamento plastiche[34][62]
- 232 334 lampade per l'illuminazione pubblica e artistica di Roma[34]

## Partecipazioni
Le principali società del Gruppo Acea possono essere raggruppate in 7 aree di business.

### Acqua Italia
- Acea Ato 2: 96%
- Acea Ato 5: 98%
- Sarnese Vesuviano: 99%
  - Gori: 37%
- Acea Molise: 100%
- ASM Terni: 45%
  - Umbriadue Servizi Idrici: 99%
    - Servizio Idrico Integrato: 43%
- Umbra Acque: 40%
- Ombrone: 99%
  - Acquedotto del Fiora: 40%
- Acque Blu - Arno Basso: 87%
  - Acque: 45%
- Acque Blu Fiorentine: 75%
  - Publiacqua: 40%
- GESESA: 58%
- G.E.A.L: 48%
- Intesa Aretina: 35%
  - Nuove Acque: 46%
- Aditribuzionegas: 51%
  - Notaresco Gas: 55%

### Reti e Smart Cities
- Areti: 100%

### Produzione
- Acea Produzione: 100%
  - Ecogena: 100%
  - Energia: 49%
  - Acea Renewable: 100%
  - Acea Sun Capital: 40%
  - Acea Solar: 100%
    - SF Island: 100%
    - Acea Renewable 2: 100%
    - Fergas Solar 2: 100%

### Commerciale
- Acea Energia: 100%
  - Umbria Energy: 100%
  - Acea Innovation:100%
- Acea Energy Management: 100%

### Acqua Estero
- Acea International 100%
  - Acea Dominicana: 100%
  - Aguas de San Pedro: 61%
  - Consorcio Agua Azul: 44%
  - Acea Perù: 100%
  - Consorcio Acea - Acea Dominicana: 100%
- Aguazul Bogotà: 51%

### Ambiente
- Acea Ambiente: 100%
  - Demap: 100%
  - AS Recycling: 90%
  - Iseco: 80%
  - Orvieto Ambiente:100%
  - Berg: 60%
  - Cavallari: 80%
  - MEG: 60%
  - Ferrocart (via ASM Terni): 60%
  - Aquaser: 85%
  - Acque Industriali: 51%
  - S.E.R. Plast: 70%
  - Tecnoservizi: 70%
  - Deco: 100%
    - Ecologica Sangro: 100%
- Ecomed: 50%

### Ingegneria e Progetti infrastrutturali
- Acea Infrastructure: 100%
  - Simam: 100%[63]
- Technologies Water Services: 100%
- Ingegnerie Toscane: 44%

## Azionariato
L'azionariato comunicato alla Consob è il seguente:
- Roma Capitale: 51,00%
- Suez Environnement: 23,33%
- Francesco Gaetano Caltagirone: 5,45%
- Mercato: 20,22%

## Controversie

### Mekorot
Il 2 dicembre 2013 Acea ha siglato un memorandum d'intesa con Mekorot, società idrica nazionale israeliana, suscitando critiche in quanto la società sarebbe implicata in gravi violazioni nei confronti del popolo palestinese tanto da aver indotto la Vitens, il più grande fornitore di acqua potabile dei Paesi Bassi, a cessare i suoi accordi di cooperazione con Mekorot.

### Vaticano
Acea fornisce anche il servizio idrico alla Città del Vaticano, in modo gratuito, a carico dello Stato Italiano: dal 1997, si è protratto un contenzioso relativo ad un insoluto di 44,3 miliardi di lire, canoni relativi alla depurazione ed allontanamento delle acque reflue, che lo Stato estero si rifiutava di saldare al Comune di Roma (allora erogatore dei servizi contestati, poi espletati da Acea che ne ha sostanzialmente rilevato il credito), appellandosi alle prescrizioni previste dai Patti Lateranensi. La controversia verteva sull'interpretazione dell'articolo 6 della convenzione di cui sopra: l'Italia riteneva che la dicitura adeguata dotazione di acque in proprietà comprendesse solo la fornitura dell'acqua e non la depurazione e la gestione degli scarichi. La controparte, invece, sosteneva che il comma prevedesse la gratuità totale di tutto il ciclo delle acque. Con la Legge 350/2003 si stabilisce che lo smaltimento delle acque reflue sia carico dello Stato Italiano, stanziando a tal fine 4 milioni di euro ogni anno e 25 milioni di euro per il pagamento dell'insoluto, normativa applicata dal DPCM 23 aprile 2004. Dal canto suo, la Santa Sede versa un contributo una tantum di 1,1 milioni di euro. Curiosamente, però, nei successivi bilanci Acea, il credito continua a comparire, pari a 20,51 milioni (e non 25). Nel 2016, l'allora Amministratore Delegato di Acea, Irace, ha dichiarato che ogni anno Roma Capitale versa una quota per il saldo dell'impagato.
Areti, inoltre, fino al 2022, assicura al Vaticano la fornitura di energia elettrica. Sulla base di una convenzione con l'Italia, Acea importa annualmente 45 megawatt dalla Francia, ad un prezzo inferiore a quello italiano, venduti al Vaticano che provvede al pagamento della fornitura; dopodiché, Acea richiede a Terna il rimborso degli oneri sostenuti per il trasporto dell'elettricità. Solamente il 40% dei Mw destinati a tal fine vengono però effettivamente consumati dalla Santa Sede, il restante 60% viene rivenduto da Areti sul mercato nazionale.